# Liste des lieux patrimoniaux de la municipalité régionale d'York
Cet article recense les lieux patrimoniaux de la municipalité régionale d'York inscrits au répertoire des lieux patrimoniaux du Canada, qu'ils soient de niveau provincial, fédéral ou municipal.

## Liste
| [ 1 ] | Lieu patrimonial                                    | Illustration                                        | Municipalité     | Adresse                       | Coordonnées      | No    | Constr. | Prot.                                    | Rec. | Notes |
| ----- | --------------------------------------------------- | --------------------------------------------------- | ---------------- | ----------------------------- | ---------------- | ----- | ------- | ---------------------------------------- | ---- | ----- |
| M     | Aurora Post Office                                  | Aurora Post Office                                  | Aurora           | 15213 Yonge Street            | 43.9989 -79.4671 | 7299  | 1915    | Municipal Heritage Designation (Part IV) | 1993 |       |
| M     | Ballymore Farmhouse                                 | Ballymore Farmhouse                                 | Aurora           | 26, Hadley Court              | 44.025 -79.4496  | 8914  |         | Municipal Heritage Designation (Part IV) | 1995 |       |
| M     | The Carpenter's House                               | The Carpenter's House                               | Aurora           | 69, Wellington Street East    | 44.0005 -79.4635 | 6406  | 1872    | Municipal Heritage Designation (Part IV) | 1987 |       |
| P     | Church Street School                                | Church Street School                                | Aurora           | 22, Church Street             | 43.997 -79.4659  | 10401 | 1886    | Ontario Heritage Foundation Easement     | 1982 |       |
| M     | Church Street School                                | Church Street School                                | Aurora           | 22 Church Street              | 43.9973 -79.4655 | 6379  | 1886    | Municipal Heritage Designation (Part IV) | 1980 |       |
| M     | The Dead House                                      | The Dead House                                      | Aurora           | 14253, Yonge Street           | 43.9766 -79.461  | 8931  | 1868    | Municipal Heritage Designation (Part IV) | 1987 |       |
| M     | Elmwood Lodge                                       | Elmwood Lodge                                       | Aurora           | 15032, Yonge Street           | 43.9943 -79.4666 | 9031  |         | Municipal Heritage Designation (Part IV) | 2006 |       |
| M     | Enos Lundy House                                    | Enos Lundy House                                    | Aurora           | 938, St. John's Sideroad      | 44.0253 -79.4448 | 8927  |         | Municipal Heritage Designation (Part IV) | 2006 |       |
| F     | Gare ferroviaire du Canadien National               | Gare ferroviaire du Canadien National               | Aurora           | 135 Wellington Street         | 44.001 -79.4595  | 6500  | 1900    | GFP                                      | 1990 |       |
| M     | Hartman's Corners Schoolhouse                       | Hartman's Corners Schoolhouse                       | Aurora           | 118, Wellington Street        | 44.0013 -79.4609 | 8928  |         | Municipal Heritage Designation (Part IV) | 2005 |       |
| M     | Horton Place                                        | Horton Place                                        | Aurora           | 15342, Yonge Street           | 44.002 -79.4685  | 8661  | 1875    | Municipal Heritage Designation (Part IV) | 1987 |       |
| M     | The Keeper's House                                  | The Keeper's House                                  | Aurora           | 14253, Yonge Street           | 43.9765 -79.4618 | 8932  | 1879    | Municipal Heritage Designation (Part IV) | 1987 |       |
| F     | Maison Hillary                                      | Maison Hillary                                      | Aurora           | 15372 Yonge Street North      | 44.0029 -79.4684 | 11951 | 1862    | National Historic Site of Canada         | 1973 |       |
| M     | Maison Hillary                                      | Téléverser                                          | Aurora           | 15372, Yonge Street           | 44.0028 -79.4687 | 8826  | 1862    | Municipal Heritage Designation (Part IV) | 1982 |       |
| F     | Manège militaire                                    | Manège militaire                                    | Aurora           | 89 Mosley Street              | 43.9989 -79.4619 | 7519  | 1874    | ÉFP reconnu                              | 1991 |       |
| M     | Morrison House                                      | Morrison House                                      | Aurora           | 74, Wellington Street         | 44.0008 -79.4634 | 8917  | 1886    | Municipal Heritage Designation (Part IV) | 1989 |       |
| M     | Northeast Old Aurora Heritage Conservation District | Northeast Old Aurora Heritage Conservation District | Aurora           |                               | 44.0023 -79.4654 | 8929  |         | Heritage Conservation District (Part V)  | 2007 |       |
| M     | The Pugh House                                      | The Pugh House                                      | Aurora           | 106, Wells Street             | 43.9958 -79.4628 | 8916  | 1916    | Municipal Heritage Designation (Part IV) | 2006 |       |
| M     | Radial Railway Bridge Abutment                      | Radial Railway Bridge Abutment                      | Aurora           | 520, Industrial Parkway South | 43.9822 -79.462  | 8930  | 1899    | Municipal Heritage Designation (Part IV) | 2006 |       |
| M     | The Red House                                       | The Red House                                       | Aurora           | 16003, Yonge Street           | 44.0172 -79.4703 | 8933  |         | Municipal Heritage Designation (Part IV) | 2002 |       |
| M     | The Roderick and Ethel Smith House                  | The Roderick and Ethel Smith House                  | Aurora           | 88, Wells Street              | 43.9967 -79.4631 | 8934  | 1941    | Municipal Heritage Designation (Part IV) | 2006 |       |
| M     | The Walter Grice House                              | The Walter Grice House                              | Aurora           | 89, Wells Street              | 43.9967 -79.4626 | 8915  | 1923    | Municipal Heritage Designation (Part IV) | 2006 |       |
| M     | Willow Farm                                         | Willow Farm                                         | Aurora           | 15900, Yonge Street           | 44.0158 -79.473  | 8919  |         | Municipal Heritage Designation (Part IV) | 1992 |       |
| M     | Wilton Barn                                         | Wilton Barn                                         | Aurora           | 13831, Leslie Street          | 43.9759 -79.4096 | 8918  |         | Municipal Heritage Designation (Part IV) | 2005 |       |
| F     | Temple de Sharon                                    | Temple de Sharon                                    | East Gwillimbury | 18974 Leslie Street           | 44.1012 -79.4413 | 10712 | 1831    | National Historic Site of Canada         | 1990 |       |
| P     | Temple de Sharon                                    | Temple de Sharon                                    | East Gwillimbury | 18974, Leslie Street          | 44.1037 -79.4422 | 10571 | 1832    | Ontario Heritage Foundation Easement     | 2007 |       |
| P     | The Briars (Georgina) - Manor House                 | The Briars (Georgina) - Manor House                 | Georgina         | 55, Hedge Road                | 44.3218 -79.3616 | 5605  | 1840    | Ontario Heritage Foundation Easement     | 1977 |       |
| P     | The Briars (Georgina) - Peacock House               | The Briars (Georgina) - Peacock House               | Georgina         | 55, Hedge Road                | 44.3211 -79.3622 | 7604  | 1885    | Ontario Heritage Foundation Easement     | 1981 |       |
| M     | Adam Clendenen House                                | Adam Clendenen House                                | Markham          | 8, Green Hollow               | 43.9032 -79.242  | 8383  |         | Municipal Heritage Designation (Part IV) | 2001 |       |
| F     | Ancienne gare ferroviaire du Canadien National      | Ancienne gare ferroviaire du Canadien National      | Markham          | 214 Main Street North         | 43.883 -79.262   | 6762  | 1871    | GFP                                      | 1992 |       |
| M     | Buttonville Women's Institute Community Hall        | Buttonville Women's Institute Community Hall        | Markham          | 8931, Woodbine Avenue         | 43.8605 -79.3608 | 15536 | 1940    | Municipal Heritage Designation (Part IV) | 2005 |       |
| M     | Eckhardt-McKay House                                | Eckhardt-McKay House                                | Markham          | 197, Main Street              | 43.8683 -79.3121 | 15234 |         | Municipal Heritage Designation (Part IV) | 1978 |       |
| M     | Edey House                                          | Edey House                                          | Markham          | 4, Leahill                    | 43.8156 -79.4159 | 15238 | 1845    | Municipal Heritage Designation (Part IV) | 1978 |       |
| M     | The Edward Pease House                              | The Edward Pease House                              | Markham          | 8965, Woodbine                | 43.8611 -79.3609 | 15374 |         | Municipal Heritage Designation (Part IV) | 1998 |       |
| M     | Evangelical Lutheran Church Parsonage               | Evangelical Lutheran Church Parsonage               | Markham          | 109, Main                     | 43.8629 -79.3099 | 15239 | 1879    | Municipal Heritage Designation (Part IV) | 1986 |       |
| F     | Gare ferroviaire de la Canadien National            | Gare ferroviaire de la Canadien National            | Markham          | 7 Station Lane                | 43.865 -79.311   | 6808  | 1871    | GFP                                      | 1993 |       |
| M     | German Mills Community Centre                       | German Mills Community Centre                       | Markham          | 80, German Mills              | 43.8202 -79.3716 | 15249 | 1874    | Municipal Heritage Designation (Part IV) | 1980 |       |
| M     | John Lane House                                     | John Lane House                                     | Markham          | 111, John                     | 43.8154 -79.4138 | 15248 |         | Municipal Heritage Designation (Part IV) | 1986 |       |
| M     | Markham Village Heritage Conservation District      | Markham Village Heritage Conservation District      | Markham          |                               | 43.8831 -79.262  | 15250 |         | Heritage Conservation District (Part V)  | 1990 |       |
| M     | Old Town Hall                                       | Old Town Hall                                       | Markham          | 96, Main                      | 43.8779 -79.2608 | 15343 | 1881    | Municipal Heritage Designation (Part IV) | 1985 |       |
| M     | St. John's Lutheran Cemetery                        | St. John's Lutheran Cemetery                        | Markham          | 8933, Woodbine                | 43.8601 -79.3606 | 15363 |         | Municipal Heritage Designation (Part IV) | 2005 |       |
| M     | The Stiver House                                    | The Stiver House                                    | Markham          | 206, Main                     | 43.8686 -79.3124 | 15392 |         | Municipal Heritage Designation (Part IV) | 1978 |       |
| M     | Thornhill Village Library                           | Thornhill Village Library                           | Markham          | 10, Colborne                  | 43.8156 -79.4234 | 15394 | 1851    | Municipal Heritage Designation (Part IV) | 1978 |       |
| M     | Village of Markham Post Office                      | Village of Markham Post Office                      | Markham          | 53, Main                      | 43.8708 -79.259  | 15412 | 1828    | Municipal Heritage Designation (Part IV) | 1979 |       |
| M     | Wales House                                         | Wales House                                         | Markham          | 159, Main                     | 43.8806 -79.2614 | 15416 |         | Municipal Heritage Designation (Part IV) | 1978 |       |
| M     | The Wedding Cake House                              | The Wedding Cake House                              | Markham          | 48, Main                      | 43.8765 -79.2604 | 15393 | 1870    | Municipal Heritage Designation (Part IV) | 1979 |       |
| M     | William Eckardt House                               | William Eckardt House                               | Markham          | 124, Main                     | 43.8634 -79.3103 | 15417 |         | Municipal Heritage Designation (Part IV) | 1978 |       |
| M     | William Lane Cooper House                           | William Lane Cooper House                           | Markham          | 14, Colborne                  | 43.8156 -79.423  | 15443 |         | Municipal Heritage Designation (Part IV) | 1979 |       |
| F     | Ancienne gare ferroviaire du Canadien National      | Ancienne gare ferroviaire du Canadien National      | Newmarket        | 450 Davis Drive               | 44.059 -79.459   | 6763  | 1900    | Heritage Railway Station                 | 1992 |       |
| M     | Brooks Howard House                                 | Brooks Howard House                                 | Newmarket        | 365, Main Street              | 44.0732 -79.4589 | 15237 |         | Municipal Heritage Designation (Part IV) | 1982 |       |
| M     | Brooks Howard Millard House                         | Brooks Howard Millard House                         | Newmarket        | 310, Eagle                    | 44.0486 -79.464  | 14946 | 1892    | Municipal Heritage Designation (Part IV) | 2004 |       |
| M     | Christian Baptist Church                            | Christian Baptist Church                            | Newmarket        | 135, Main Street S.           | 44.0559 -79.4592 | 16004 | 1874    | Municipal Heritage Designation (Part IV) | 1989 |       |
| M     | Hicksite Friends Burying Ground                     | Hicksite Friends Burying Ground                     | Newmarket        | 16580 Yonge Street            | 44.0323 -79.475  | 6355  |         | Municipal Heritage Designation (Part IV) | 1985 |       |
| M     | Hollingshead House                                  | Hollingshead House                                  | Newmarket        | 449, Eagle                    | 44.05 -79.4576   | 14853 |         | Municipal Heritage Designation (Part IV) | 2008 |       |
| M     | Isaac Silver House                                  | Isaac Silver House                                  | Newmarket        | 220, Prospect Street          | 44.0527 -79.4531 | 9806  | 1896    | Municipal Heritage Designation (Part IV) | 1988 |       |
| M     | King George Public School                           | King George Public School                           | Newmarket        | 400, Park Ave.                | 44.0532 -79.4607 | 8571  | 1913    | Municipal Heritage Designation (Part IV) | 1986 |       |
| M     | Levi Rogers House                                   | Levi Rogers House                                   | Newmarket        | 170, Lorne Avenue             | 44.0522 -79.464  | 9928  |         | Municipal Heritage Designation (Part IV) | 1992 |       |
| M     | Mary Ann Wilken House                               | Mary Ann Wilken House                               | Newmarket        | 588, Gorham Street            | 44.0518 -79.4513 | 11750 |         | Municipal Heritage Designation (Part IV) | 2006 |       |
| M     | Newmarket Train Station                             | Newmarket Train Station                             | Newmarket        | 470, Davis Drive              | 44.0599 -79.458  | 9225  | 1900    | Municipal Heritage Designation (Part IV) | 1987 |       |
| M     | Old Town Hall                                       | Old Town Hall                                       | Newmarket        | 460 Botsford Street           | 44.0529 -79.4584 | 6381  | 1883    | Municipal Heritage Designation (Part IV) | 1999 |       |
| M     | Pioneer Burying Ground                              | Pioneer Burying Ground                              | Newmarket        | Eagle Street                  | 44.0483 -79.4653 | 7571  |         | Heritage Conservation District (Part V)  | 2003 |       |
| M     | Registry Office, North York                         | Registry Office, North York                         | Newmarket        | 134 Main Street South         | 44.0549 -79.4584 | 6382  | 1884    | Municipal Heritage Designation (Part IV) | 1987 |       |
| M     | Saint Paul's Anglican Church and Rectory            | Saint Paul's Anglican Church and Rectory            | Newmarket        | 227, Church Street            | 44.0515 -79.459  | 15464 | 1884    | Municipal Heritage Designation (Part IV) | 2007 |       |
| M     | Schmidt House                                       | Schmidt House                                       | Newmarket        | 324, Millard Avenue           | 44.0534 -79.4645 | 8528  | 1922    | Municipal Heritage Designation (Part IV) | 2006 |       |
| M     | Stickwood Brickyard and Wetlands                    | Téléverser                                          | Newmarket        | 642, Srigley                  | 44.0558 -79.4502 | 14852 |         | Municipal Heritage Designation (Part IV) | 2008 |       |
| M     | Stuart Scott Public School                          | Stuart Scott Public School                          | Newmarket        | 247, Lorne Avenue             | 44.0497 -79.4632 | 8552  | 1923    | Municipal Heritage Designation (Part IV) | 2005 |       |
| M     | The Radial Arch                                     | The Radial Arch                                     | Newmarket        | 0, Queen Street               | 44.0573 -79.4561 | 15202 | 1909    | Municipal Heritage Designation (Part IV) | 1997 |       |
| M     | Thomas Dales House                                  | Thomas Dales House                                  | Newmarket        | 182, Church Street            | 44.0528 -79.4596 | 9231  |         | Municipal Heritage Designation (Part IV) | 1983 |       |
| M     | William Stickwood House                             | William Stickwood House                             | Newmarket        | 896, Mulock Drive             | 44.0452 -79.4374 | 8566  | 1885    | Municipal Heritage Designation (Part IV) | 1998 |       |